# Стадион Контадор Дамиани
Стадион «Контадор Дамиани», ранее «Лас Акасиас», — футбольный стадион в Монтевидео (Уругвай), открытый 19 апреля 1916 года в товарищеском матче между «Пеньяролем» и его принципиальным соперником «Насьоналем». Эта встреча завершилась со счётом 3:1 в пользу «Пеньяроля». Заново построен в 1997 году.
Стадион используется в основном для матчей резервного состава «Пеньяроля». Вмещает до 12 000 человек. VIP-трибуны и вход были перенесены в 1930 году на стадион «Поситос», где французский форвард Люсьен Лоран забил первый гол в истории чемпионата мира. С тех пор сооружение было возвращено на своё первоначальное место.